# Future Card Buddyfight
Future Card Buddyfight (フューチャーカード バディファイト, Fyūchā Kādo Badifaito) é um Jogo de cartas colecionáveis japonês criado por Bushiroad. Os primeiros produtos começaram a lançar simultaneamente em todo o mundo a partir de 24 Janeiro de 2014. Uma adaptação de anime série de televisão feita por OLM, Inc. começou a ser exibida a partir de 4 de Janeiro de 2014. A versão em inglês produzida pela Bushiroad e Ocean Productions foi transmitida em Singapura e em todo o mundo via YouTube. A adaptação do mangá começou a serialização na Shogakukan, e CoroCoro Comic em Novembro de 2013.

## Anime
A animação de TV foi lançado no Japão na TV Tokyo e filiais em 4 de Janeiro de 2014, com a animação feita por OLM, Inc. Bushiroad estreou simultaneamente a dublagem em inglês da animação em Singapura, Malásia, América do Norte e também no YouTube e Hulu.

## 1° Temporada
"Future Card Buddyfight" é a primeira série anime baseado no jogo de cartas com o mesmo nome. Ele começou a ser exibida no Japão em 4 de janeiro de 2014. O Inglês dub começou streaming como uma simulcast em 03 de janeiro de 2014 no Youtube e Hulu. A série foi adicionado ao Anime Canal Nico Nico 07 de janeiro de 2014. A animação é produzida por OLM e Xebec.

#### Enredo (1° Temporada)
A série se passa durante o ano de 2030, em Choutokyo, Japão. Através do jogo "Buddyfight", a humanidade é capaz de interagir com os moradores de outros mundos: amigo Monstros. seres humanos escolhidos (conhecidos como "Buddyfighters") tornam-se "amigos" com Buddy Monstros para jogar o jogo. Existem aqueles que optam por usar o poder de Buddy Monstros para o mal, mas o "Police Buddy" coloca um fim a esses criminosos. Gao Mikado é um estudante na Academia Aibo, e é um cara muito legal, mesmo que não pareça. Sua vida muda quando ele conhece o filho do herói do mundo Dragon: Tambor Bunker Dragon (que é apelidado de "Drum" ).

## 2° Temporada
"Future Card Buddyfight 100 (Hundred)" é a segunda temporada da série anime baseado no jogo de cartas com o mesmo nome. É exibido no Japão a partir de 11 de abril de 2015 a 26 de Março de 2016. A animação é produzida por OLM e Xebec. A partir de 2 de outubro de 2015, o dub Inglês é em hiato. Na descrição para o episódio 25, parte dela diz: "Por favor, note que o episódio 26 em diante será dublado em japonês com legendas em inglês."

#### Enredo (2° Temporada)
Gao Mikado foi escolhido para substituir Tasuku Ryuenji enquanto ele está fora para o treinamento. Um dia, um monstro ilegal aparece procurando o Buddyfighter mais forte. Depois de ser derrotado por Gao, ele tenta avisar a todos de uma futura ameaça, mas sua memória é roubada por uma pessoa misteriosa. Só então, 100 monstros ilegais aparecem na Terra, mas em vez de atacar, eles vão embora deixando todos preocupados e confusos. Pouco depois que um lutador "misterioso" que se chama "Death Shido" começa a caça Tenbu usando os cem demônios. Para combater esta ameaça, a "Buddy Polícia" formam a Divisão da Juventude e recurits Tetsuya e Zanya. Algum tempo depois, uma centena de Demon Hunter aparece e Tasuku retorna formar sua formação com um novo poder. Ikazuchi decide caçar Tenbu-se e revela que ele é lançado um monstro muito perigoso chamado Yamigedo, que devora Tenbu. Para selar Yamigedo, os oito Omni Senhor devem ser encontrados, Drum se tornar um deles após a morte de Tenbu.

## 3° Temporada
"Future Card Buddyfight Triplo D" é a terceira temporada da série anime baseado no jogo de cartas com o mesmo nome, começou a ser exibido no Japão a partir de 2 de Abril de 2016. Ainda é incerto se ele será intitulado em inglês.

#### Enredo (3° Temporada)
Gao Mikado, é um estudante do  6º ano da Divisão Elementary Aibo Academy, em uma parceria com Dragon of the Sun, Bal dragon, um monstro nascido de um ovo misterioso. Para ganhar o cobiçado título como o lutador mais forte do mundo, Gao e equipe de Bal terão que desafiar outros lutadores do "World Buddy Cup". Os dois teram que lutar contra outros em um jogo de cartas chamado Buddyfight, que permite que monstros lutem ao lado de seres humanos como amigos. Seus rivais incluem ex-Buddy Polícia Tasuku Ryuenji, e a combinação mais forte auto-proclamado, Gaito Kurouzu e seu monstro amigo Black Death Dragon, Abygale. Enquanto isso, os malfeitores são destinadas para adquirir habilidades especiais de Bal. Kyoya Gaen, e seu amigo monstro Demise Demonic Dragão, Azi Dahaka é até bom. Kyoya já é um dos ícones mais ricos do Japão e também existem rumores de ser um dos Buddyfighters mais fortes do mundo. O que ele poderia, eventualmente, ser destinado para? E por que eles estão buscando isso "Ultimate Dragon Power"? Com o grito apaixonado de uma chamada de impacto, que o poder dos monstros de impacto conhecido! Agora vamos levantar a bandeira!

### Personagens
Dublagem Japonesa/Inglesa
Gao Mikado (未門 牙王, Mikado Gaō)
Marie Mizuno - Patricia Bacchus
Drum Bunker Dragon (ドラムバンカー・ドラゴン, Doramubankā Doragon)
Shintarō Ōhata - Brett Bauer
Tasuku Ryuenji (龍炎寺 タスク, Ryūenji Tasuku)
Sōma Saitō - Cole Hanson
Jackknife Dragon (ジャックナイフ・ドラゴン, Jakkunaifu Doragon)
Hiroki Yasumoto - Jonathan Love
Kuguru Uki (宇木 くぐる, Uki Kuguru)
Mikoi Sasaki - Maddie Duke
Baku Omori (大盛 爆, Ōmori Baku)
Shūta Morishima - Sam Duke
Noboru Kodo (虎堂 ノボル, Kodō Noboru)
Izumi Kitta - Zoe Slusar
Paruko Nanana (奈々菜 パル子, Nanana Paruko)
Sora Tokui - Carol-Anne Day
Hanako Mikado (未門花子, Mikado Hanako)
Suzuko Mimori - Malia Ashley Kerr
Tetsuya Kurodake (黒岳テツヤ, Kurodake Tetsuya)
Kazutomi Yamamoto - Alex Bergen
Demon Lord, Asmodai (魔王 アスモダイ, Maō Asumodai)
Tetsuharu Ōta - Lucas Gilbertson
Kiri Hyoryu (氷竜 キリ, Hyōryū Kiri)
Aimi Terakawa - Hannah Dickinson
Rouga Aragami (荒神ロウガ, Aragami Rōga)
Minoru Hirota - Daegan Manns